# Cromoterapia
Cromoterapia é a prática pseudocientífica de utilizar a luz de diferentes cores no tratamento de doenças. Cromoterapeutas alegam que este método é capaz de equilibrar as "energias" do corpo humano, tratando doenças e trazendo bem-estar.
Não deve ser confundida com espécies de tratamento médico com respaldo científico envolvendo a exposição à luz, tais como a terapia de irradiação do sangue ou outras formas legítimas de fototerapia, como as empregadas no tratamento de condições como icterícia neonatal e psoríase.

## Percepção científica

Conceptualização new age dos chakras com suas cores e posições no corpo

A cromoterapia é tida como charlatanismo. De acordo com um livro publicado pela Sociedade Americana do Câncer, "as evidências científicas disponíveis não sustentam as reivindicações de que o uso alternativo de lâmpadas coloridas são um meio efetivo para a cura do câncer e de outras doenças".
Em 2018, no Brasil, o Ministério da Saúde, incluiu a sua prática no Sistema Único de Saúde (SUS), como parte da Política Nacional de Práticas Integrativas e Complementares (PNPIC), juntamente com outras práticas sem validade científica e que não são corroboradas pela medicina.

## Cores dos chacras
A filosofia New Age alega que cada um dos chacras é associado a uma cor do espectro da luz visível, junto com uma função e órgão ou sistema do corpo. De acordo com essa visão, os chacras poderiam se desequilibrar e causar doenças físicas, mas a aplicação de cores apropriadas ajudariam a regular tais desequilíbrios.
| Cor      | Chacra   | Localização do chacra                               | Função                                                                 |
| -------- | -------- | --------------------------------------------------- | ---------------------------------------------------------------------- |
| Vermelho | Primeiro | Base da espinha                                     | Instinto e sobrevivência                                               |
| Laranja  | Segundo  | Baixo abdómen, genitais                             | Emoções, sexualidade                                                   |
| Amarelo  | Terceiro | Plexo solar                                         | Poder, ego                                                             |
| Verde    | Quarto   | Coração                                             | Amor, senso de responsibilidade                                        |
| Azul     | Quinto   | Garganta                                            | Comunicação física e espiritual                                        |
| Índigo   | Sexto    | Bem acima do centro das sobrancelhas, meio da testa | Perdão, compaixão, entendimento                                        |
| Violeta  | Sétimo   | Coroa da cabeça                                     | Conexão com as energias universais, transmissão de ideias e informação |